# Clinodiplosis lantanae
Clinodiplosis lantanae är en tvåvingeart som beskrevs av Rubsaamen 1908. Clinodiplosis lantanae ingår i släktet Clinodiplosis och familjen gallmyggor. Inga underarter finns listade i Catalogue of Life.